# Saison 2013 des Dodgers de Los Angeles
La saison 2013 des Dodgers de Los Angeles est la 131e saison en Ligue majeure de baseball pour cette franchise, la 122e en Ligue nationale et la 56e depuis le transfert des Dodgers de Brooklyn vers Los Angeles.
Les Dodgers amorcent mal la saison et présentent une fiche perdante du 1er mai au 9 juillet. Mais ils renversent la vapeur avec la meilleure séquence de 50 parties réalisée par n'importe quel club depuis 7 décennies, gagnant 42 rencontres au cours d'une période qui culmine par 10 victoires de suite le 17 août. Avec 92 victoires contre 70 défaites, les Dodgers améliorent leur fiche de 6 victoires et décrochent leur premier titre de la division Ouest de la Ligue nationale depuis 2009, laissant 11 matchs derrière leurs plus proches poursuivants, les Diamondbacks de l'Arizona. À leur première présence en éliminatoires depuis 2009, les Dodgers éliminent les Braves d'Atlanta en Série de divisions avant d'être éliminés par les Cardinals de Saint-Louis en Série de championnat.
Le saison 2013 voit l'entrée dans les majeures de la jeune sensation Yasiel Puig, qui a un impact immédiat sur le club à son arrivée en juin. Clayton Kershaw affiche la meilleure moyenne de points mérités (1,83) en 47 ans pour un lanceur des Dodgers et remporte son 2e trophée Cy Young du meilleur lanceur. Les Dodgers sont premiers dans les majeures pour le nombre de spectateurs (3 743 527) et la moyenne de spectateurs par match local (46 216) en 2013.

## Contexte
Avec 86 victoires et 76 défaites en 2012, les Dodgers remportent deux parties de plus que la saison précédente et terminent au second rang de la division Ouest de la Ligue nationale, huit matchs derrière les Giants de San Francisco. Ils accusent deux parties de retard sur les Cardinals de Saint-Louis, gagnants de la dernière place donnant accès aux séries éliminatoires. L'année 2012 est marquée par la vente en mars de la franchise, qui passe de Frank McCourt à Guggenheim Baseball Management. Ceci met fin à des années d'incertitude qui avaient abouti sur la mise en faillite du club.

## Intersaison
À la suite de la vente de la franchise, les Dodgers s'étaient montrés actifs en procédant à l'acquisition de Hanley Ramirez des Marlins de Miami en juillet 2012, puis par une importante transaction en août où ils obtiennent Adrian Gonzalez, Carl Crawford et Josh Beckett des Red Sox de Boston. Ils sont agressifs durant l'intersaison sur le marché des agents libres : le releveur Brandon League obtient un contrat de trois ans, le lanceur gaucher sud-coréen Ryu Hyun-jin est mis sous contrat pour six ans et, le 10 décembre, l'un des joueurs autonomes les plus convoités de l'année, Zack Greinke, accepte une entente de 147 millions pour six ans, ce qui en fait le lanceur droitier le mieux rémunéré de l'histoire. Lorsque Greinke, un ancien vainqueur du trophée Cy Young qui rejoint à Los Angeles un autre ancien lauréat, Clayton Kershaw, se joint aux Dodgers, la masse salariale prévue de l'équipe pour 2013 atteint déjà 225 millions de dollars US, un record du baseball majeur.

## Calendrier pré-saison
L'entraînement de printemps des Dodgers s'ouvre en février.

## Saison régulière
La saison régulière des Dodgers se déroule du 1er avril au 29 septembre 2013 et prévoit 162 parties. Le premier match est disputé à Los Angeles face aux Giants de San Francisco.

### Avril
- 11 avril : À son second match pour les Dodgers, Zack Greinke a la clavicule gauche brisée lorsqu'il est attaqué par Carlos Quentin des Padres de San Diego, qu'il vient d'atteindre d'un lancer[12].

### Juin
- 3 juin : La recrue Yasiel Puig fait ses débuts dans le baseball majeur avec les Dodgers.
- 7 juin : Yasiel Puig devient le deuxième joueur depuis l'année 1900 à avoir frappé 4 circuits à ses 5 premiers matchs en carrière[13].
- 11 juin : Le match à Los Angeles entre les Dodgers et les Diamondbacks de l'Arizona est marqué par deux mêlées générales, cinq frappeurs atteints et six expulsions : le gérants Kirk Gibson, l'instructeur Turner Ward et le lanceur Ian Kennedy d'Arizona; l'instructeur Mark McGwire, Yasiel Puig et Ronald Belisario des Dodgers[14].
- 30 juin : Avec 44 coups sûrs en juin 2013, Yaseil Puig réalise la deuxième meilleure performance de l'histoire pour un joueur recrue à son premier mois dans les majeures, battu seulement par les 48 coups sûrs de Joe DiMaggio en mai 1936 avec les Yankees de New York[15],[16].

### Juillet
- 2 juillet : Les Dodgers font l'acquisition du releveur droitier Carlos Mármol des Cubs de Chicago en leur cédant un autre releveur droitier, Matt Guerrier[17].
- 3 juillet : Yasiel Puig est élu recrue du mois et joueur du mois de juin 2013 dans la Ligue nationale[18].

### Août
- 5 août : Clayton Kershaw est élu meilleur lanceur du mois de juillet 2013 dans la Ligue nationale[19].

### Septembre
- 4 septembre : Zack Greinke des Dodgers est élu meilleur lanceur du mois d'août dans la Ligue nationale[20].
- 19 septembre : Avec une victoire en Arizona, les Dodgers remportent leur premier championnat de la division Ouest de la Ligue nationale depuis 2009 et sont le premier club en 2013 à s'assurer d'un titre de section ou d'une place en séries éliminatoires[21].

### Classement
| Ligue nationale (Division Ouest) | V  | D  | %    | Diff. | Diff. (séries) |
| -------------------------------- | -- | -- | ---- | ----- | -------------- |
| Dodgers de Los Angeles           | 92 | 70 | ,568 | -     | -              |
| Diamondbacks de l'Arizona        | 81 | 81 | ,500 | 11    | 9              |
| Padres de San Diego              | 76 | 86 | ,469 | 16    | 14             |
| Giants de San Francisco          | 76 | 86 | ,469 | 16    | 14             |
| Rockies du Colorado              | 74 | 88 | ,457 | 18    | 16             |

## Affiliations en ligues mineures
| Niveau            | Équipe                  | Ligue                         |
| ----------------- | ----------------------- | ----------------------------- |
| AAA               | Isotopes d'Albuquerque  | Ligue de la côte du Pacifique |
| AA                | Chattanooga Lookouts    | Southern League               |
| A-Advanced        | Rancho Cucamonga Quakes | California League             |
| A                 | Great Lakes Loons       | Midwest League                |
| Ligue des recrues | Ogden Raptors           | Pioneer League                |
| Ligue des recrues | AZL Dodgers             | Arizona League                |
| Ligue des recrues | DSL Dodgers             | Dominican Summer League       |